# 森田樹優
森田 樹優（もりた きゆ 、1968年7月1日 - ）は、日本の女性声優。アクロスエンタテインメント所属。北海道出身。
旧芸名・森田 千明、森田 チアキ。

## 来歴
1989年、俳協養成所17期。
1990年から2009年4月まで東京俳優生活協同組合に所属していた。

## 人物
方言は北海道弁。
とても素敵な声を持つ。
ちょっと気取った少年役が印象的。
特技は英検2級。免許・資格は小学校教員2級・幼稚園教員2級。
絵本の読み聞かせ活動にも励んでおり、桜美林大学オープンカレッジでの読み聞かせ講座の講師も務めている。
パーソナルボイストレーナーとしても活動している。

## 出演
※太字はメインキャラクター。

### テレビアニメ
1988年
- それいけ!アンパンマン（タカシ）

1989年
- 魔動王グランゾート（1989年 - 1990年、スノーウィ、フォルテ）
- レスラー軍団〈銀河編〉 聖戦士ロビンJr.（桃若神子）

1990年
- 勇者エクスカイザー（1990年 - 1991年、金有タクミ）

1992年
- ノンタンといっしょ（くまさん）

1993年
- ミラクル★ガールズ（少年A）

1994年
- クレヨンしんちゃん（宇集院魔朱麿）

1995年
- 黄金勇者ゴルドラン（1995年 - 1996年、時村和樹〈カズキ〉）
- 怪盗セイント・テール（二宮達夫）

1996年
- 名探偵コナン（皆川進）

1998年
- 時空探偵ゲンシクン（大和トキオ）
- トライガン（トニス）
- 爆走兄弟レッツ&ゴー!! MAX（サブロー）

1999年
- ドラえもん（テレビ朝日版第1期）（少年A、カズ、木村）

2001年
- X -エックス-（小学生の神威）
- 爆転シュート ベイブレード（2001年 - 2003年、蛭田、ユーリ、子供軽業師、記者A） - 2シリーズ

2002年
- あたしンち（2002年 - 2009年、新田、おみよ）

2005年
- MONSTER（少年E、子供A、ホンザ）

2007年
- メイプルストーリー（デンネン、オクトパス兵士）

2013年
- 黒魔女さんが通る!!（七福亭笑多）

2014年
- ドラえもん（テレビ朝日版第2期）（2014年 - 2015年、コーラスガールB、アーサー・メッシ、越田）

2015年
- 新あたしンち（2015年 - 2016年、新田）

2022年
- 邪神ちゃんドロップキックX（地元民C）

### OVA
- ナコルル 〜あのひとからのおくりもの〜 郷里之畏友編（2002年、ホクテ）
- アンパンマンとはじめよう! わかるかな いろ・かたち（2006年、青オバケ）

### ゲーム
- スノボキッズ（1997年、スラッシュ＝カメイ）
- 新世代ロボット戦記ブレイブサーガ（1998年、時村カズキ）
- スノボキッズプラス（1999年、スラッシュ＝カメイ）
- 超スノボキッズ（1999年、スラッシュ＝カメイ、ブラックこぞう）
- ブレイブサーガ2（2000年、時村カズキ）

### ドラマCD
- 黄金勇者ゴルドラン
  - 総天然色CD大活劇「ワルター・ワルザックの大冒険」（時村カズキ、寄席の場内アナウンス、ボールを取る男の子）
  - CDサウンド・ムービー・ショウ 華麗な探偵 ワルザック・ブラザーズ〜死神の逆位置（時村カズキ）

### 吹き替え
- ディズニーチャンネル プレイハウスディズニー ハローボックス（ハグ）

### 特撮
- 忍者戦隊カクレンジャー（1994年、人形の声）

### ナレーション
- 少年頭脳カトリ
- 爆笑問題のバク天!
- 笑う犬の冒険（PRナレーション）
- 集英社みらい文庫
  - 「悪魔使いはほほえまない」 紹介動画
  - 「悪魔のパズル なぞのカバンと黒い相棒」 紹介動画
  - 「怪奇伝説バスターズ」PV（ナレーション〈リクト役〉[12]）
- 海と森と里と つながりの中に生きる

### テレビ番組
- サタ☆スマ（どくびるくんの声）
- ドリフ大爆笑 コント新人歌手オーディション（新人歌手役）
- よいこっち（ヨロズ）

### ボイスオーバー
- 日立 世界・ふしぎ発見!

### 舞台
- コント演劇ユニットQ商会（座長）
  - ハクジツのモト（2015年）
  - アバレジェ-urban legend-（2016年）
  - スリー・ハンドレッド・ミリオン（2016年）
  - ギャンブルウ（2016年）
  - オソルべきジンタイ実験（2017年、アホーキング博士）
  - ファイナルテスト（2018年、コロ助）